# Europacupen i bandy 2004
Europacupen i bandy 2004 vanns av HK Vodnik, som besegrade Edsbyns IF i finalserien. HK Vodniks vann därmed tävlingen för tredje gången i rad.

## Semifinaler
- 27 oktober 2004: HK Vodnik,  Ryssland-OLS,  Finland 18-1
- 27 oktober 2004: Edsbyns IF,  Sverige-Mjøndalen IF,  Norge 10-2

## Finaler
- 19 november 2004: Edsbyns IF,  Sverige-HK Vodnik,  Ryssland 6-9
- 21 november 2004: HK Vodnik,  Ryssland-Edsbyns IF,  Sverige 6-1